# Bombay High Court

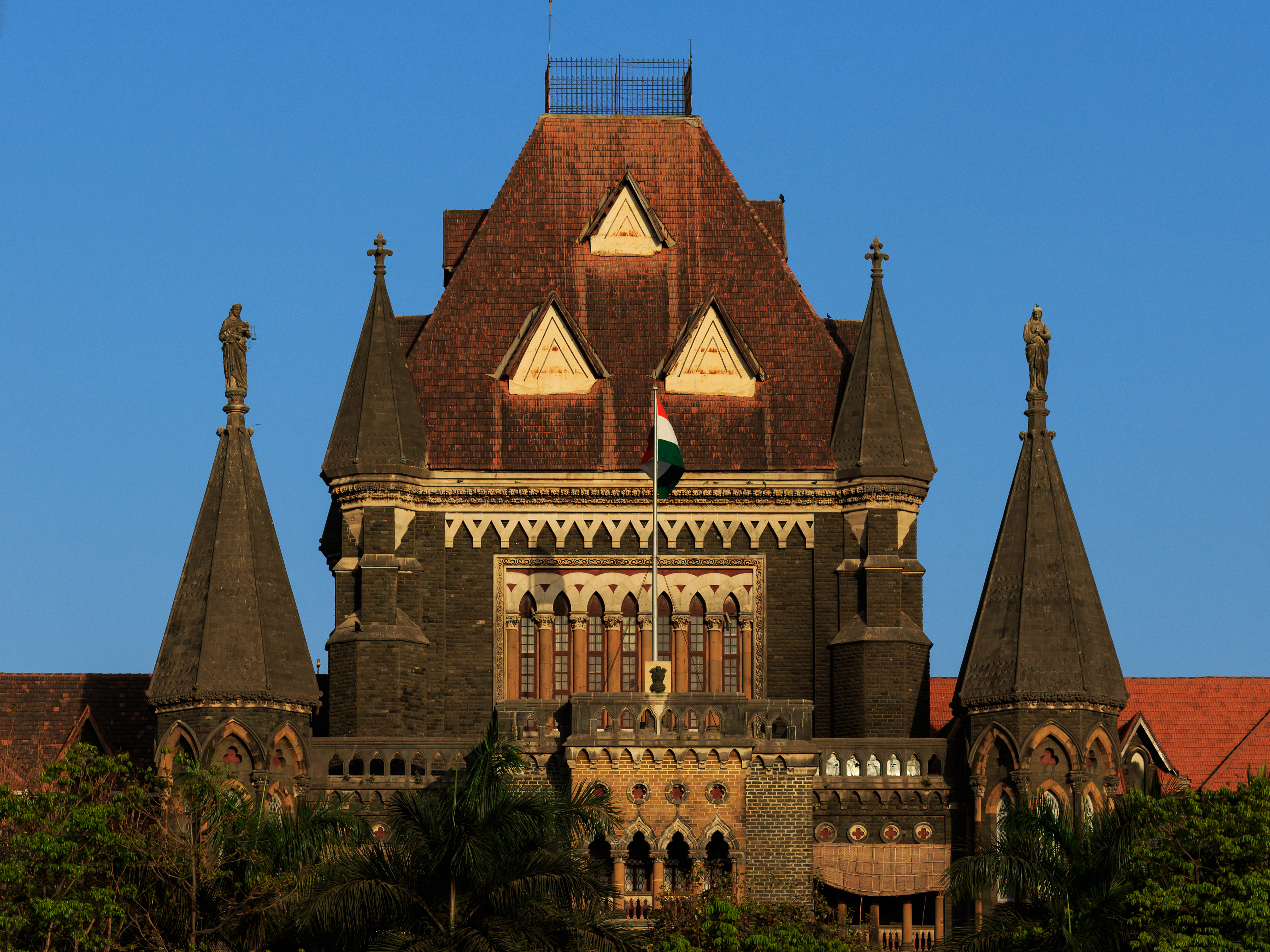
Bombay High Court, Vorderseite

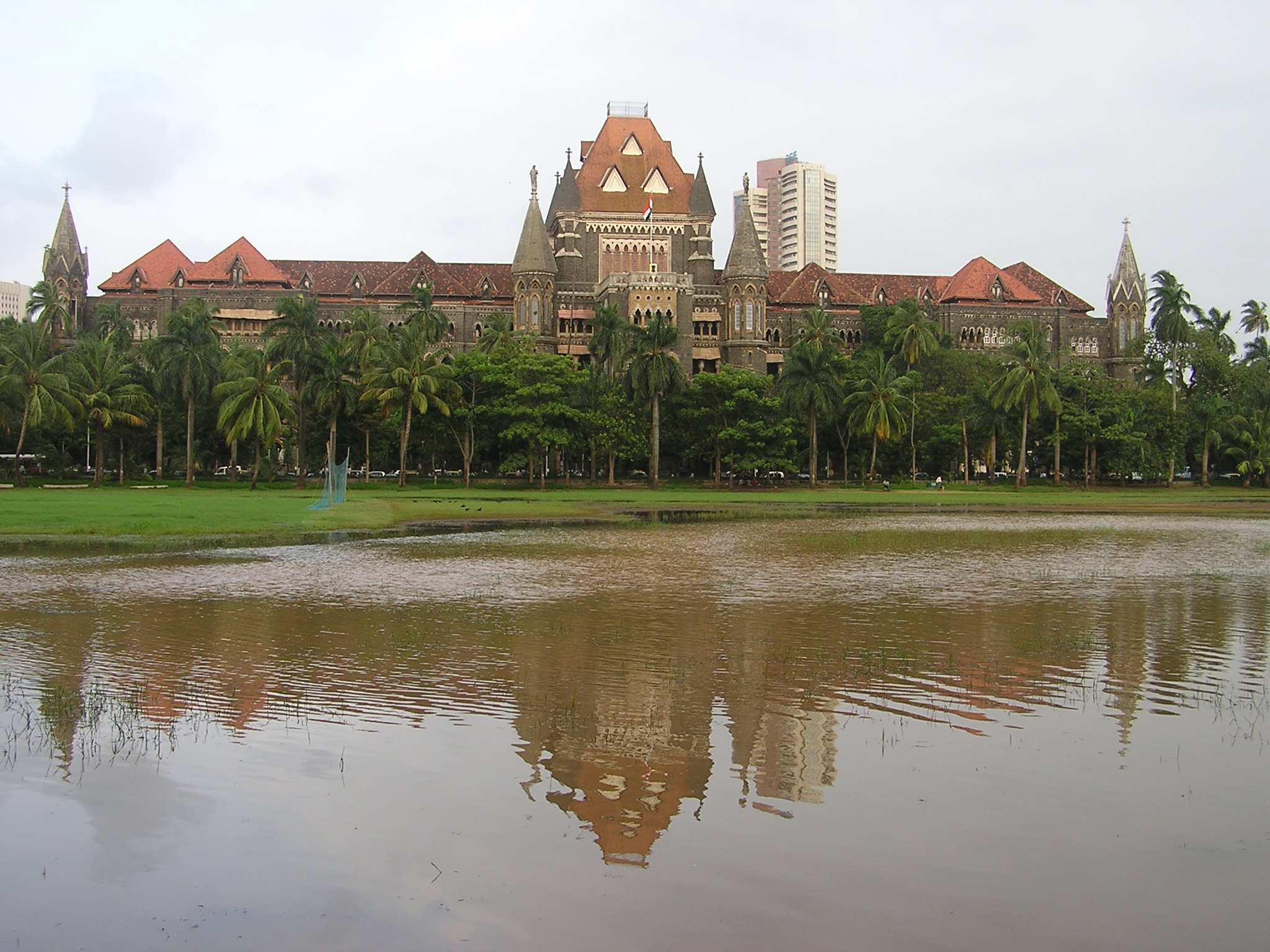
Bombay High Court, Rückseite

Der Bombay High Court ist ein Obergericht in Mumbai, Indien.

## Gericht
Der Bombay High Court wurde am 14. August 1862 aufgrund des High Courts Act, 1861 geschaffen. Sein Zuständigkeitsbereich umfasst die Bundesstaaten Maharashtra und Goa sowie das Unionsterritorium von Dadra und Nagar Haveli und Daman und Diu. Außenstellen befinden sich in den Städten Nagpur, Aurangabad und Panaji.

## Gebäude
Das Gerichtsgebäude entstand zwischen April 1871 und November 1878 nach Plänen des britischen Architekten John Augustus Fuller. Die erste Sitzung fand am 10. Januar 1879 statt. Mit einer Länge von mehr als 170 Metern und einer Höhe von fast 60 Metern ist es eines der größten viktorianisch-gotischen Bauwerke der Stadt.
Das Gebäude hat insgesamt sechs Stockwerke und ist in diesen vollständig von Arkadengängen umgeben. In der Mittelachse der symmetrischen Anlage ist das großzügige Treppenhaus angeordnet. Das gewaltige Hauptportal mit Freitreppe ist seitlich flankiert von Nebentreppentürmen. Über ihnen befinden sich die Skulpturen von Gerechtigkeit (Justice) und Barmherzigkeit (Mercy). Der Haupteingang wurde (und wird bis heute) nur von den Richtern benutzt. Der öffentliche Eingang ist über die Ostseite, ebenfalls in der Mittelachse möglich. Der Grundriss beinhaltet mehrere unterschiedlich große Verhandlungssäle und angrenzende Funktionsräume.
Der am feinsten ausgestattete Verhandlungssaal befindet sich im Hauptturm im vierten und fünften Stockwerk. Der über zwei Etagen gehende Raum ist rundum über Lanzettfenster belichtet, die Böden sind mit aufwendigen Mosaiken ausgestattet. Eine Teakholzgalerie für die Öffentlichkeit gliedert den Raum horizontal. Über dem Westeingang befindet sich im dritten Stockwerk eine Bibliothek, von der aus der geräumige venezianische Balkon mit Ausblick auf den Oval Maidan zu betreten ist.
Seit 2018 gehört das Gebäude des Bombay High Courts in Mumbai zum Weltkulturerbe „Viktorianisch-gotische und Art-déco-Ensembles in Mumbai“.